# Stéphanie van der Pas
Stéphanie van der Pas is een Nederlands wiskundige. Zij is universitair docent wiskunde aan het Amsterdam UMC en onderzoeker bij het Leids Universitair Medisch Centrum.

## Opleiding
Van der Pas promoveerde in 2017 in statistiek aan de Universiteit Leiden.

## Biografie en werk
Het werk van Van der Pas concentreert zich op causale gevolgtrekking. Met Castillo schreef Van der Pas de module "BayesSurvival" voor het softwarepakket R.
In 2019 was zij een spreker op de 12th International Conference on Bayesian Nonparametrics.
Van der Pas is lid van de Wetenschappelijke Adviesraad van de Landelijke Registratie Orthopedische Interventies (LROI). Ze was bestuurslid van de Nederlandse vereniging European Women in Mathematics - The Netherlands (EWM-NL) van 2015 tot 2017 en voorzitter van de vereniging in 2016.

## Erkenning
Van der Pas werd in 2017 bekend door de prijs voor het beste proefschrift van de Faculteit der Wiskunde en Natuurwetenschappen van de Universiteit Leiden.
Ook ontving Van der Pas de Van der Zwetprijs van de Vereniging voor Statistiek en Operationele Research (VVSOR).
In 2019 was Van der Pas kandidaat voor het New Scientist Wetenschapstalent. In 2022 ontving Van der Pas een grant van de Europese onderzoeksraad (European Research Council).
- Mathematics Genealogy Project: 264863
- NARCIS: PRS1339399
- Nederlandse Thesaurus van Auteursnamen: 406571376
- ORCID: 0000-0002-2448-5378
- Virtual International Authority File: 21147481529649242279